# Institut polytechnique et université d'État de Virginie
L'Institut polytechnique et université d'État de Virginie (en anglais : Virginia Polytechnic Institute and State University), plus connue sous le nom de Virginia Tech, est une université publique américaine située à Blacksburg dans l'État de Virginie.
Son campus est situé à l'extrême Sud-Ouest de l'État de Virginie entre les montagnes Blue Ridge de la chaîne des Appalaches. Bien que généraliste et possédant de nombreuses facultés, cette université est particulièrement réputée pour ses départements d'agriculture, d'ingénierie, d'architecture, d'administration publique, de sylviculture, et de médecine vétérinaire. C'est aussi l'une des seules universités du pays possédant un « corps de cadets » (une école militaire).
Virginia Tech est particulièrement connue pour ses programmes d'enseignement et de recherche et son équipe de football américain les Hokies de Virginia Tech.
En 2004 et 2005, The Times a classé Virginia Tech parmi les 200 meilleures universités du monde.
Il a accueilli les dindes graciées (en) par le président Donald Trump à l'occasion du Thanksgiving en 2016, 2017 et 2018,.

## Recherche informatique
En 2003, Virginia Tech a créé un superordinateur qui fut classé le troisième ordinateur le plus rapide du monde. Le système, composé de mille cent processeurs, coûta 5,2 millions de dollars. Il a été démonté peu après avoir réalisé cette performance et remplacé par des serveurs Apple qui consomment moins d'énergie et moins d'espace.
La recherche sur le réseau Internet fait partie intégrante de l'histoire de Virginia Tech. Cette université a participé au développement des réseaux Suranet, Internet2, Abilene Network, le Lambda rail network et d'autres réseaux similaires. Virginia Tech a aussi participé au Net.Work.Virginia et au Mid Atlantic Crossroads.

## Personnalités liées à l'Institut

### Professeurs
- Alex Dickow
- Nikki Giovanni
- Elaine Bennett

### Étudiants
Musiciens célèbres
- Charlie Byrd, guitariste de jazz américain
- Membres fondateurs du groupe de ska-rock Fighting Gravity

## Fusillade du 16 avril 2007
L'université est aussi tristement célèbre pour avoir été le siège de l'une des plus grandes tueries en milieu scolaire de l'histoire américaine, avec 33 morts, le 16 avril 2007.
Virginia Tech était une « zone sans armes » et interdisait même aux étudiants avec un port d'armes d'apporter les leurs sur le campus. En 2006, l'université expédia devant le conseil de discipline un étudiant qui en transportait une sur le campus, bien qu'il ait eu un permis en bonne et due forme.
Le 4 août 2011, une personne armée est signalée sur le campus de Virginia Tech, sans qu'aucune personne ne soit blessée ou tuée.
Le 8 décembre 2011, une fusillade fait deux morts dont 1 policier.